# リチャード・クレイン
リチャード・クレイン（Richard Klijn, 1990年1月19日 - ）は、イギリスのマンチェスター出身の野球選手(二塁手)。現在は、野球ブンデスリーガのハール・ディスキプルズに所属している。

## 経歴
2008年から野球ブンデスリーガのレーゲンスブルク・レギオネーレでプレーする。
2012年9月16日に、第3回WBC予選のイギリス代表に選出された事が発表された。
2014年5月に、チームを離脱した。
2015年1月26日に、同リーグのハール・ディスキプルズへ移籍した事が発表された。